# Borca (Neamț)
Borca è un comune della Romania di 6 597 abitanti, ubicato nel distretto di Neamț, nella regione storica della Moldavia. 
Il comune è formato dall'unione di 7 villaggi: Borca, Lunca, Mădei, Pârâul Cârjei, Pârâul Pântei, Sabasa, Soci.
Per quanto riguarda il nome Borca, non esistono documenti scritti che spieghino l'etimologia di questo nome: da alcune informazioni trasmesse per via orale di generazione in generazione, si evince  che il nome Borca sarebbe un derivato della parola ungherese "bor", cioè un tipo di acqua minerale con un forte sapore la cui sorgente esiste ancora in questo villaggio.